# Beady Eye
Beady Eye byla anglická rocková skupina založená v roce 2009 hlavním zpěvákem Liamem Gallagherem, kytaristy Gemem Archerem a Andym Bellem a bubeníkem Chrisem Sharrockem, kteří byli všichni bývalí členové Oasis. V roce 2013 se k nim připojil Jay Mehler, bývalý kytarista skupiny Kasabian.
Historie kapely se začala psát po rozpadu Oasis, ze kterých v srpnu 2009 rozhořčeně odešel hlavní skladatel a kytarista Noel Gallagher. Zbylí členové se rozhodli, že budou společně pokračovat, a založili kapelu Beady Eye.
Beady Eye vydali dvě studiová alba - Different Gear, Still Speeding (2011) a BE (2013). Obě alba se umístila v Top 5 UK Albums Chart. Kapela obdržela od fanoušků Oasis uznání a časopis Q prohlásil, že jejich debutové album je nejlepší Liamův výkon od dob (What's the Story) Morning Glory?.
25. října 2014 Liam Gallagher přes Twitter oznámil rozpad kapely.

## Diskografie
Studiová alba
- Different Gear, Still Speeding (2011)
- BE (2013)